# NGC 3641
NGC 3641 (другие обозначения — UGC 6370, MCG 1-29-34, PGC 34780) — эллиптическая галактика (E) в созвездии Льва. Открыта Альбертом Мартом в 1865 году.
NGc 3641 относится к компактным эллиптическим галактикам, и, вероятно, она лишилась внешних областей из-за воздействия со стороны NGC 3640. В ней присутствует система шаровых скоплений, они в основном имеют красные показатели цвета. На взаимодействие этих двух галактик также указывает то, что большая ось изофот NGC 3641 поворачивается на 70 градусов при переходе от внутренних ко внешним изофотам (между 7 и 40 секундами дуги). Дисперсия скоростей достигает 165 км/с в центре и спадает до 100 км/с на расстоянии в 4 секунды дуги. При этом скорость вращения в 1,5 раза превышает дисперсию скоростей, что свойственно скорее для линзовидных галактик.
Этот объект входит в число перечисленных в оригинальной редакции «Нового общего каталога».
Галактика NGC 3641 входит в состав группы галактик NGC 3640. Помимо NGC 3641 в группу также входят NGC 3611, NGC 3630, NGC 3645, NGC 3640, NGC 3664, NGC 3664A, UGC 6345 и NGC 3643.